# 積基斯·辛天尼
積基斯·辛天尼（Jacques Santini，1952年4月25日—）乃一名法國足球教練，出生于东北部城市代勒，曾執教過法國國家足球隊和英超球會熱刺。

## 生平
作為足球教練的辛天尼早年是一名足球員，終其球員生涯成績不算突出，比較優異的是效力聖伊天時協助過球隊打入1976年歐洲足協杯決賽。退役後曾執教過多家法國球會，包括圖盧茲、聖伊天等等。
而辛天尼執教生涯最佳成績，莫過於曾經執教法甲球會里昂，他在執教期間常為里昂排在聯賽前列，至2002年終於為里昂贏得聯賽冠軍，是里昂成立以來第一個法甲聯賽冠軍。之後他轉教法國國家隊，出戰2004年歐洲國家杯。可是法國隊在決賽週次圈失利敗北，衛冕失敗。不久前辛天尼還同時接受了英超球會熱刺的邀請，結果只教了國家隊兩年便離任。
在熱刺期間辛天尼為球會引進了防守式打法，上任後球隊多次出現1-0的勝果。由於其防守性打法一直不合熱刺球迷胃口，只執教了十三場，辛天尼便以私人理由辭職。
2005-06年間曾執教法甲球會歐塞爾一年。

## 執教成績
- 法甲聯賽冠軍：2001-02

| 前任： 拿美爾 | 法國國家足球隊主教練 2002-2004 | 繼任： 杜明尼治 |